# Pio Caimmi
Pio Caimmi né le 15 mai 1904 à Cesenatico (Émilie-Romagne), et mort le 2 avril 1968 dans la même ville, est un coureur cycliste italien, professionnel de 1927 à 1933.

## Palmarès
- 1925
  - 2e du championnat d'Italie sur route amateurs
- 1927
  - 3e de la Coppa Bernocchi
- 1929
  - 3e du Milan-San Remo
- 1930
  - Tour de Toscane
  - Rome-Ascoli
  - 2e du Milan-San Remo
- 1931
  - 2e du Tour de la province de Reggio de Calabre
  - 6e du Milan-San Reemo

## Résultats sur les grands tours

### Tour d'Italie
3 participations
- 1931 : abandon
- 1932 : abandon
- 1933 : abandon